# پائولا مورا
پائولا مورا (ایتالیایی: Paola Morra؛ زادهٔ ۲۰ آوریل ۱۹۵۹) بازیگر و مدل سابق پلی‌بوی اهل ایتالیا است.
از فیلم‌هایی که وی در آن‌ها نقش داشته است، می‌توان به راهبه قاتل، خانم معلم با همه کلاس… می‌رقصد و پشت دیوارهای صومعه اشاره نمود.